# Nigadoo River
Der Nigadoo River ist ein 21 km langer Zufluss des Sankt-Lorenz-Golfs in der kanadischen Provinz New Brunswick.

## Flusslauf
Der Nigadoo River verläuft im Nordwesten des Gloucester County. Er entsteht am Zusammenfluss seiner beiden Quellflüsse, North Branch und South Branch Nigadoo River, im äußersten Südosten des Naturschutzgebietes Jacquet River Gorge. Er fließt in überwiegend östlicher Richtung zur Chaleur-Bucht und mündet bei Nigadoo, einem Village, 15 km nordnordwestlich der Stadt Bathurst.

## Hydrologie
Der Nigadoo River entwässert ein Areal von etwa 155 km². Der mittlere Abfluss 11,5 km oberhalb der Mündung beträgt 2,65 m³/s. In den Monaten April und Mai führt der Fluss die größte Wassermenge mit im Mittel 8,88 bzw. 9,31 m³/s.